# Ситковский, Александр Николаевич
 Александр Николаевич Ситковский  (1914—2000) — лётчик-ас, участник Великой Отечественной войны, Герой Советского Союза (1944).

## Биография
Александр Ситковский родился в селе Урожайное Ставропольской губернии (сейчас Левокумский район Ставропольского края). Позже его семья переезжает в слободу Хасавюрт, а после революции в город Махачкала. В 1922 году поступил на учёбу в Махачкалинскую школу № 1. По окончании 7 классов (в 1929 году) поступает в Индустриальный техникум по специальности шофёр-механик. По окончании техникума работал водителем кареты скорой помощи.
В 1937 году призван в ряды Красной Армии, на учёбу направлен в город Орджоникидзе в звено авиационной связи горно-стрелковой дивизии Северо-Кавказского военного округа. Позже переведён в Качинскую военно-авиационную школу. В 1940 году направлен для прохождения службы в Приморский край.
С апреля 1943 года командир звена 15-го истребительного авиационного полка Северо-Кавказского фронта. 20 апреля 1943 года сбил первый самолёт.
Затем в составе 8-й воздушной армии Южного (позже 4-й Украинского) фронта участвовал в Донбасской, Мелитопольской и Никопольско-Криворожской операциях.
Указом Президиума Верховного Совета СССР от 13 апреля 1944 года за мужество, отвагу и героизм в боях с немецко-фашистскими захватчиками старшему лейтенанту Ситковскому присвоено звание Героя Советского Союза с вручением ордена Ленина и медали «Золотая Звезда» (№ 3883).
С конца 1944 года в составе 16-й воздушной армии участвует в Висло-Одерской и Берлинской операциях.
Всего к концу войны Ситковский совершил 160 боевых вылетов, участвовал в 50 воздушных боях, сбил 31 вражеский самолёт (по другим данным 23).
После войны продолжил службу в ВВС. В 1957 году в звании подполковника вышел в отставку. Возглавил Дагестанский комитет ДОСААФ.
Умер 20 января 2000 года, похоронен на Старом Русском кладбище в Махачкале.

## Награды
- Медаль «Золотая Звезда» Героя Советского Союза (медаль № 3883);
- орден Ленина (13.04.1944);
- два ордена Красного Знамени (11.12.1943, 06.02.1944);
- два ордена Отечественной войны 1-й степени (06.05.1943, 06.04.1945);
- орден Александра Невского (04.06.1945);
- орден Красной Звезды (20.04.1953);
- орден Трудового Красного Знамени (12.1959);
- медали, в том числе:
  - медаль «За боевые заслуги» (6.11.1947);
  - медаль «За оборону Кавказа»;
  - медаль «За победу над Германией в Великой Отечественной войне 1941—1945 гг.»;
  - медаль «За взятие Берлина»;
  - медаль «За освобождение Варшавы».

## Произведения
А. Н. Ситковский автор книги «В небе „Соколы“», издана в Махачкале в 1990 года.

## Память
Похоронен на Старом Русском кладбище в Махачкале. 
Именем героя названа улица в городе Хасавюрт.

## Примечание
1. ↑  Ситковский Александр Николаевич Архивная копия от 10 мая 2012 на Wayback Machine.
2. ↑  Могила А. Ситковского. Дата обращения: 22 сентября 2019. Архивировано 21 февраля 2022 года.